# Aeroportul Burevestnik
Aeroportul Burevestnik (IATA: BVV, ICAO: UHSB) este un aeroport din Kurilsky District⁠(d), Regiunea Sahalin, Rusia ce deservește zona Kurilsk⁠(d).
Situat la o altitudine de 24 m, aeroportul dispune de o singură pistă. Este operat de Forțele Aeriene Ruse.